# Demonized
Demonized es el quinto álbum de estudio de la banda griega de black metal Astarte. Al igual que su predecesor Sirens, Demonized fue grabado en Atenas, Grecia y mezclado en TicoTico Studio’s, Finlandia. La banda contó con la colaboración de músicos famosos.
Dos videoclips fueron realizados para las canciones "Mutter" y "Everlast".

## Lista de canciones
1. "Mutter" – 4:43
2. "God I Hate them All" – 5:11
3. "Lost" – 4:53
4. "Whispers of Chaos" – 1:00
5. "Demonized" – 3:59
6. "Lycon"[1] – 5:41
7. "Queen of the Damned"[2] – 5:29
8. "Heart of Flames" – 5:36
9. "God Among Men"[3]  – 5:05
10. "Everlast" – 3:33
11. "Black At Heart"[4]  – 4:47
12. "Black Star" – 5:28
13. "Princess of the Dawn" – 5:17 (cover de Accept)
14. "Everlast II (Phoenix Rising)" – 4:13

## Créditos
- Maria "Tristessa" Kolokouri − bajo, guitarra, teclado, voz
- Katharsis - teclado
- Hybris - guitarra
- Ice - batería